# 가람초등학교 (경남)
가람초등학교는 대한민국 경상남도 진주시에 있는 공립 초등학교이다.

## 학교 연혁
- 1978. 03. 08 상대국민학교로 개교
- 1989. 03. 01 가람국민학교로 교명 변경
- 1996. 03. 01 가람초등학교 교명 변경
- 2009. 04. 04 학교 역사관 개관
- 2009. 11. 06 도지정 특색과제(경제교육) 자율시범학교 운영 보고
- 2009. 12. 23 경상남도 교육과정 우수학교 선정
- 2009. 12. 29 경상남도 특성화교육 우수(으뜸)학교 지정
- 2010. 03. 02 그린스쿨 준공식
- 2010. 10. 04 한국직업능력개발원 요청 진로교육 정책연구학교 운영 보고
- 2010. 10. 08 대한민국 좋은 학교 박람회 출품
- 2010. 11. 26 경상남도 학교체육 우수학교 선정
- 2010. 11. 26 한국직업능력개발원 요청 진로교육 정책연구학교 운영 보고
- 2011. 01. 21 제11회 아름다운 교육상 학교부분 전국 대상 수상
- 2011. 01. 27 교육과학기술부 선정 전국 100대 교육과정 우수학교 선정
- 2011. 01. 27 경상남도교육청 선정 예비 꿈나르미 학교 선정
- 2011. 11. 07 도지정 자율과제(창의적 체험활동) 시범학교 운영 보고
- 2012. 05. 16 중국 절강성 강북중심소학교와의 자매결연
- 2012. 11. 06 교육부 요청 창의·인성교육 시범학교 운영 보고
- 2013. 11. 05 교육부 요청 창의·인성교육 시범학교 운영 보고
- 2013. 12. 18 봉사활동 최우수학교 교육감 기관 표창
- 2013. 12. 30 학교평가 최우수학교 교육감 기관 표창
- 2014. 03. 01 제19대 김형규 교장 취임
- 2014. 03. 01 교육부 요정 창의·인성 모델학교 운영(2011-2014)
- 2014. 03. 01 교육부 요청 창의·인성교육 연구학교 운영(2012-2014)
- 2014. 12. 19 경상남도 교육청 2014. 이웃과 함께 봉사활동 우수학교 선정
- 2014. 12. 30 교육부 지정 2014학년도 학교 체육 활성화 우수학교 선정
- 2015. 01. 22 2014학년도 홍보 활동 우수 진주 교육지원청 교육장 기관표창
- 2015. 02. 16 제37회 졸업장 수여식 116명(총 10758명)
- 2015. 03. 01 비즈쿨 도약학교(2015)
- 2015. 03. 01 교육복지 우선 지원 사업 학교 운영(2012-2015)

## 참고 자료
- 가람초등학교 - 한국교육학술정보원 학교알리미